# Papyrus 9
Papyrus 9 (volgens de nummering van Gregory-Aland, of {\displaystyle {\mathfrak {P}}}9, of ook Oxyrhynchus papyrus 402) is een oude kopie van het Griekse Nieuwe Testament .
Het is een handschrift op papyrus van de Eerste brief van Johannes, op grond van het schrifttype wordt het gedateerd in de vroege derde eeuw.

## Beschrijving
Papyrus 9 is gevonden door Bernard Pyne Grenfell en Arthur Surridge Hunt in Oxyrhynchus, Egypte. Papyrus 9 wordt bewaard in de Houghton Library, Harvard University, Semitic Museum, Inv. 3736, Cambridge, Massachusetts .
Het intact gebleven fragment is 8 x 5,2 cm groot, afkomstig van één blad, en bevat de tekst van I Johannes 4:11-12, 4: 14-17, geschreven in een kolom per bladzijde. De oorspronkelijke codex had 16 regels per bladzijde. Getuige het slordige handschrift en de domme spelfouten is het handschrift onzorgvuldig vervaardigd.

## Tekst
De Griekse tekst van deze codex is getuige van het Alexandrijnse tekst-type. Aland plaatste het in categorie I van zijn Categorieën van manuscripten van het Nieuwe Testament.
Het handschrift is te kort om daar zeker van te zijn.